# 河内荘 (美作国)
河内荘（こうちのしょう）とは、美作国大庭郡（現在の岡山県真庭市）にあった荘園。

## 概要
賀茂別雷神社領であり、『賀茂社記』（1090年（寛治4年）条）に同社の便補保として登場するのが初出である。後に藤原実定寄進による河内南荘が成立した。1184年（元暦元年）の源頼朝下文によれば、河内荘は賀茂別雷神社領、同南荘は同社の四条坊門別宮を本所・藤原実定が領家・賀茂県主氏が預所であったことが知られる。室町時代に入ると、上河内荘・下河内荘に分割された。